# Рейзен, Марк Осипович
Марк О́сипович Ре́йзен (21 июня (3 июля) 1895, с. Зайцево, Екатеринославская губерния, Российская империя — 25 ноября 1992, Москва, Российская Федерация) — советский оперный и камерный певец (бас), педагог.
Народный артист СССР (1937). Лауреат трёх Сталинских премий l степени (1941, 1949, 1951). Кавалер трёх орденов Ленина (1937, 1951, 1976).

## Биография
Родился 21 июня (3 июля) 1895 год (по другим источникам — 27 июня) в селе Зайцево (ныне посёлок в составе городского совета Горловки Донецкой области) в еврейской семье. Его отец — Осип Матвеевич — занимался погрузкой угля на близлежащей станции Никитовка, где владел угольным складом. Дом семьи Рейзен в Никитовке был разгромлен во время еврейского погрома осенью 1905 года.
Для подготовки к поступлению в Бахмутскую мужскую гимназию учился в частной начальной школе в Бахмуте, но при поступлении не прошёл процентную норму для еврейских детей. В 1908 году семья переехала в Луганск, где Марк учился в четырёхклассном городском училище.
Во время Первой мировой войны в 1914—1917 годах служил в Финляндском стрелковом полку, дважды ранен, награждён двумя Георгиевскими крестами. После второго ранения и демобилизации в июне 1917 года поступил в Харьковский технологический институт.
В 1917—1918 годах учился в Харьковской консерватории (ныне Харьковский национальный университет искусств имени И. П. Котляревского) у Ф. Бугамелли.
После смерти отца взял на себя заботы о содержании семьи и давал частные уроки. В 1920 году начал работать в Харьковском драматическом театре, исполняя небольшие эпизодические роли.
В 1921—1925 годах — солист «Русской государственной оперы» в Харькове (ныне Харьковский театр оперы и балета имени Н. В. Лысенко), в 1925—1930 — Ленинградского театра оперы и балета (ныне Мариинский театр), в 1930—1954 — Большого театра (выступал до 1985 года).
Все годы войны выступал перед солдатами на фронте. Также пел для советских солдат в странах Восточной Европы в 1945—1946 годах. Член ВКП(б) с 1945 года.
Неоднократно гастролировал за рубежом, много выступал с концертами. Отмечался как тонкий интерпретатор камерной музыки. Для него сочиняли песни известные композиторы — И. О. Дунаевский, Дм. Я. Покрасс, Т. Н. Хренников и другие. Его обширный камерный репертуар содержал свыше 150 романсов М. И. Глинки, А. С. Даргомыжского, М. П. Мусоргского, А. П. Бородина, П. И. Чайковского, Н. А. Римского-Корсакова, С. В. Рахманинова, Моцарта, Бетховена, Ф. Шуберта, Р. Шумана, И. Брамса, русские народные песни. Исполнял сольные партии в Девятой симфонии и «Торжественной мессе» Бетховена, в реквиеме Моцарта и Дж. Верди. Первый исполнитель вокального цикла Д. Б. Кабалевского «10 сонетов Шекспира».
Голос певца — высокий, певучий бас-кантанте, хотя иногда его относят к центральным басам за счёт хороших и крепких низких нот. Имея прекрасный диапазон (от Ре большой октавы до Соль первой октавы) он запросто исполнял партии как для высоких басов (Дон Базилио, Варяжский гость, Мефистофель, Руслан, Борис Годунов), так и традиционно исполняемые центральными и низкими басами (хан Кончак, Сусанин, Гремин). Выдающийся мастер фразировки, обладал превосходной дикцией.
В 1954—1958 годах преподавал в Государственном музыкально-педагогическом институте им. Гнесиных (ныне Российская академия музыки имени Гнесиных). В 1965—1970 годах — заведующий кафедрой сольного пения Московской консерватории им. П. Чайковского (с 1967 — профессор).
В 1980 году, в возрасте 85 лет, исполнил партию Бориса в опере М. П. Мусоргского «Борис Годунов» на сцене ГАБТ. В 1985 году, в возрасте 90 лет, исполнил партию Гремина в опере П. И. Чайковского «Евгений Онегин» в ГАБТ, за что был внесён в книгу рекордов Гиннесса как старейший действующий оперный певец в мире.
Умер 25 ноября 1992 года в Москве. Похоронен на Введенском кладбище (25 уч.).

### Семья
- Жена — Рашель Анатольевна Рейзен (1898—1993).
  - Дочь — Татьяна Марковна Рейзен (1930—2018), переводчица, была замужем за сценаристом К. И. Рапопортом и редактором «Мосфильма», организатором кинопроизводства Г. Б. Марьямовым.
    - Внучка — Ольга Кирилловна Рейзен (род. 1956), сценаристка, киновед, доктор искусствоведения.

## Награды и звания
- Заслуженный артист РСФСР (1933)[8]
- Народный артист СССР (02.06.1937)
- Сталинская премия первой степени (1941) — за выдающиеся достижения в области театрально-вокального искусства
- Сталинская премия первой степени (1949) — за исполнение заглавной роли в опере «Борис Годунов» М. П. Мусоргского[9]
- Сталинская премия первой степени (1951) — за исполнение партии Досифея в опере «Хованщина» М. П. Мусоргского
- Георгиевский крест III степени
- Георгиевский крест IV степени
- Три ордена Ленина (02.06.1937 — за выдающиеся заслуги в деле развития оперного и балетного искусства, 1951, 1976)
- Орден Трудового Красного Знамени (19.08.1955) — в связи с 60-летием со дня рождения и отмечая его заслуги в области вокального искусства
- Орден Дружбы народов (1985)
- Медаль «За доблестный труд. В ознаменование 100-летия со дня рождения Владимира Ильича Ленина»
- Медаль «За доблестный труд в Великой Отечественной войне 1941—1945 гг.»
- Медаль «В память 800-летия Москвы»

## Партии
- «Борис Годунов» М. П. Мусоргского — Борис Годунов и Пимен
- «Хованщина» М. П. Мусоргского — Досифей
- «Иван Сусанин» М. И. Глинки — Сусанин
- «Руслан и Людмила» М. И. Глинки — Руслан и Фарлаф
- «Русалка» А. С. Даргомыжского — Мельник
- «Фауст» Ш. Гуно — Мефистофель
- «Севильский цирюльник» Дж. Россини — Дон Базилио
- «Садко» Н. А. Римского-Корсакова — Варяжский гость
- «Евгений Онегин» П. И. Чайковского — Гремин
- «Князь Игорь» А. П. Бородина — Кончак и Галицкий
- «Моцарт и Сальери» Н. А. Римского-Корсакова — Сальери
- «Псковитянка» Н. А. Римского-Корсакова — Иван Грозный
- «Пиковая дама» П. И. Чайковского — Томский
- «Стенька Разин» С. В. Бершадского — Разин
- «Юдифь» А. Н. Серова — Олоферн
- «За красный Петроград» А. П. Гладковского и Е. В. Пруссака — Рабочий Молотов
- «Лакме» Л. Делиба — Нилаканта
- «Мефистофель» А. Бойто — Мефистофель

## Записи опер
- 1937 — «Руслан и Людмила», дирижёр С. Самосуд — Руслан
- 1946 — «Хованщина», дирижёр Б. Хайкин — Досифей
- 1947 — «Садко», дирижёр В. Небольсин — Варяжский гость
- 1948 — «Борис Годунов», дирижёр Н. Голованов — Борис Годунов
- 1948 — «Евгений Онегин», дирижёр А. Орлов — Гремин
- 1948 — «Фауст», дирижёр В. Небольсин — Мефистофель
- 1951 — «Князь Игорь», дирижёр А. Мелик-Пашаев — хан Кончак
- 1951 — «Моцарт и Сальери», дирижёр С. Самосуд — Сальери
- 1951 — «Севильский цирюльник», дирижёр С. Самосуд — Дон Базилио
- 1952 — «Садко», дирижёр Н. Голованов — Варяжский гость
- 1954 — «Хованщина», дирижёр В. Небольсин — Досифей

## Фильмография
- 1951 — «Большой концерт» (фильм-концерт) — Сусанин
- 1953 — «Алеко» (фильм-опера), дирижёр Н. С. Рабинович — Старый цыган
- 1959 — «Хованщина» (фильм-опера) — Досифей

### Участие в фильмах
- 1989 — Модест из рода Мусоргских (документальный)